# Michael Dobbs, Baron Dobbs

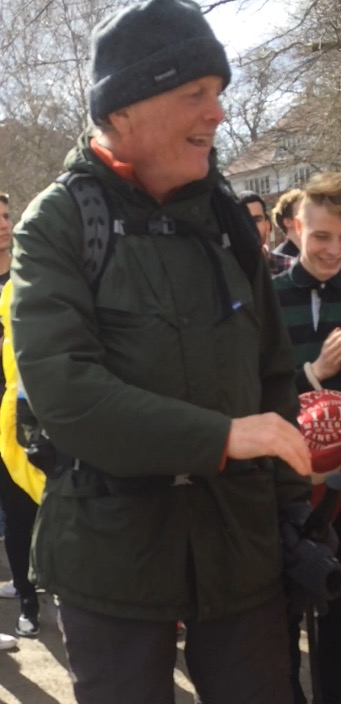
Michael Dobbs, Baron Dobbs

Michael John Dobbs, Baron Dobbs (* 14. November 1948 in Cheshunt) ist ein britischer Politiker der Konservativen Partei, Buchautor und Life Peer.

## Ausbildung
Michael Dobbs wurde 1948 in Cheshunt, einem Londoner Vorort in Hertfordshire, als das einzige Kind des Krankenpflegers Eric Dobbs und dessen Frau Eileen geboren. Er besuchte die Hertford Grammar School und studierte am Christ Church College der University of Oxford. Nach seinem Abschluss im Jahre 1971 ging er in die Vereinigten Staaten und studierte dort an der Fletcher School of Law and Diplomacy sowie der Tufts University in Medford, Massachusetts. Er finanzierte sein Studium als Verlagsassistent und Verfasser politischer Kolumnen für den Boston Globe. 1975 schloss er das Studium mit dem Master of Arts (MA), dem Master of Arts in Law and Diplomacy (MALD), sowie einem Doctor of Philosophy (PhD) in Nuklearverteidigungsstrategien ab. Seine Doktorarbeit wurde unter dem Titel SALT on the Dragon's Tail publiziert.

## Politische und berufliche Karriere
Nach dem Abschluss seines Studiums kehrte Dobbs 1975 nach Großbritannien zurück und begann für die Konservative Partei in London zu arbeiten. Zwischen 1977 und 1979 arbeitete er als Berater für die damalige Oppositionsführerin Margaret Thatcher. Von 1979 bis 1981 war er Redenschreiber für die Abgeordneten der Konservativen Partei. Von 1981 bis 1986 diente er als Sonderberater der Regierung und überlebte 1984 den Bombenanschlag auf den Parteitag der Konservativen in Brighton. Von 1986 bis 1987 arbeitete er als Stabschef der Regierung. Er galt seinerzeit als meisterhafter politischer Drahtzieher, die Tageszeitung The Guardian bezeichnete ihn 1987 als „Westminsters kindgesichtigen Auftragskiller“ (im Original: „Westminster’s baby-faced hit man“). Während der Regierung von John Major diente er von 1994 bis 1995 als stellvertretender Parteivorsitzender.
Parallel zu seiner politischen Tätigkeit arbeitete er bei der Werbeagentur Saatchi & Saatchi, zunächst von 1983 bis 1986 als stellvertretender Leiter der Werbeabteilung und von 1987 bis 1988 als Leiter der Öffentlichkeitsarbeit. Von 1988 bis 1991 war er stellvertretender Vorstand direkt unter Maurice Saatchi. Nach seinem Rückzug von Saatchi & Saatchi im Jahre 1991 schrieb Dobbs bis 1998 als Kolumnist für The Mail on Sunday. Von 1998 bis 2001 moderierte er das politische Magazin Despatch Box auf BBC.
Am 18. Dezember 2010 wurde Michael Dobbs zum Peer auf Lebenszeit mit dem Titel Baron Dobbs, of Wylye in the County of Wiltshire, ernannt. Er vertritt im House of Lords die Konservative Partei.

## Schriftstellerische Tätigkeit
Michael Dobbs veröffentlichte 1989 mit dem Polit-Thriller House of Cards seinen ersten Roman. Aufgrund des Erfolgs verfasste er 1992 (To Play the King) und 1994 (The Final Cut) zwei Nachfolgeromane, in denen ebenfalls die fiktive Figur Francis Urquhart den Protagonisten stellte. Alle drei Romane wurden von der BBC als Miniserie verfilmt (u. a. entstand Ein Kartenhaus), die 14 BAFTA-Nominierungen errang und zwei BAFTA-Preise gewann. Die drei Romane und die Miniserie dienen seit 2013 wiederum als Vorlage für die Fernsehserie House of Cards des Streaming-Anbieters Netflix. Sein 2004 erschienenes Buch Winston's War kam in die engere Auswahl für den von Channel 4 vergebenen Preis „Politisches Buch des Jahres“ und soll als Fernsehfilm erscheinen. Dobbs selbst war einer der Juroren des Whitbread Book Awards für das Buch des Jahres. Er arbeitet heute hauptberuflich als Schriftsteller und hält zudem regelmäßig Vorträge.

## Familie
Michael Dobbs ist verheiratet und hat vier Kinder.

## Kurioses
Michael Dobbs wird gelegentlich mit dem gleichnamigen US-amerikanischen Schriftsteller und Journalisten Michael Dobbs verwechselt, mit dem er zudem weitläufig verwandt ist.
Michael Dobbs Freundin an der Tufts University war eine Zeitlang mit dem späteren US-Präsidenten Bill Clinton liiert. Dobbs und Clinton lernten sich während dieser Zeit allerdings nicht kennen.

## Veröffentlichungen
Francis Urquhart Trilogie
- House of Cards (deutscher Titel: Ein Kartenhaus) (1989)
- To Play the King (deutscher Titel: Um Kopf und Krone. Intrigen aus dem Zentrum der Macht) (1992)
- The Final Cut (deutscher Titel: Schach dem König) (1994)

Tom Goodfellowe Trilogie
- Goodfellowe MP (1997)
- The Buddha of Brewer Street (1997)
- Whispers of Betrayal (2000)

Winston-Churchill-Reihe
- Winston's War (2002)
- Never Surrender (2003)
- Churchill's Hour (2004)
- Churchill's Triumph (2005)

Harry-Jones-Reihe
- The Lords' Day (2007)
- The Edge of Madness (2008)
- The Reluctant Hero (2010)
- Old Enemies (2011)
- A Sentimental Traitor (2012)

weitere Romane:
- Wall Games (1990)
- Last Man to Die (1991)
- The Touch of Innocents (1994)
- First Lady (2006)